# Pitta morotaiensis
Pitta morotaiensis, "morotaijuveltrast", är en fågelart i familjen juveltrastar inom ordningen tättingar. Den betraktas oftast som underart till halmaherajuveltrast (Pitta maxima) men urskiljs sedan 2016 som egen art av Birdlife International och IUCN.
Fågeln förekommer endast på ön Morotai i norra Moluckerna. Den kategoriseras av IUCN som nära hotad.